# Carl Binder (Maler)
Carl Binder (* 20. Januar 1906 in Baldingen AG; † 14. Mai 1985 in Baden AG) war ein Schweizer Maler der Art brut.

## Leben und Werk
Carl Binder wuchs als Bauernsohn auf und verdiente seinen Lebensunterhalt als Knecht, Tagelöhner und Forstarbeiter. 1960 begann er regelmässig zu malen, verstärkt in den letzten Lebensjahren in Mellikon, und schuf auf diese Weise ein umfangreiches Werk.
«Binder zeigt die Landarbeit, wobei sein persönliches Erleben der elementaren Kräfte der Natur die Szenen durchdringt. Innerlich ergriffen wandelt sich die ursprünglich zeichnerische Ungelenkigkeit des Autodidakten in eine eigenmächtige Bildsprache. Nicht nur in der Kunst, auch im Leben ist Binder stets ein ‹Aussenseiter›, misstrauisch und ängstlich.»
Über die Sammlung von Binders Neffe Josef John und dessen Frau Mina gelangte 2014 ein grosser Bestand an Werken des Künstlers ins Museum im Lagerhaus in St. Gallen.

## Ausstellungen
- 2001 Carl Binder (1906–1985). Der Tag, an dem die Wildsau kam, Museum im Lagerhaus, St. Gallen (Einzelausstellung)
- 2015 Die Sammlung Mina und Josef John, Museum im Lagerhaus, St. Gallen (Gruppenausstellung)